# رولند
رولند (انگلیسی: Roland) شرکت تجهیزات موسیقی ژاپنی است، که در سال ۱۹۷۲ تأسیس شد.